# Войтокеме
Войтокеме (пол. Wojtokiemie) — село в Польщі, у гміні Пунськ Сейненського повіту Підляського воєводства.
Населення — 148 осіб (2011).
У 1975-1998 роках село належало до Сувальського воєводства.

## Демографія
Демографічна структура станом на 31 березня 2011 року:
|          | Загалом | Допрацездатний вік | Працездатний вік | Постпрацездатний вік |
| -------- | ------- | ------------------ | ---------------- | -------------------- |
| Чоловіки | 76      | 14                 | 48               | 14                   |
| Жінки    | 72      | 13                 | 36               | 23                   |
| Разом    | 148     | 27                 | 84               | 37                   |